# Orlay János
Orlay János (Palágy, 1770. – Odessza, 1829. február 27.) magyar származású sebészorvos, pedagógus; a tudományok széles körét művelte. Főként Oroszországban, ott Ivan Szemjonovics Orlaj néven működött. Kapcsolatban állt Goethe-vel, éveken át igazgatója volt annak a gimnáziumnak, ahol Nyikolaj Vasziljevics Gogol is tanult.
Ősei a „karvai” előnevet használták, orosz lexikonok nevét Orlay de Corva, Orlay de Carva formában is megadják.

## Pályája
Bereg vármegyében, az Ungvár közelében fekvő Palágy községben született. Iskoláit előbb Munkácson, majd Ungváron és Nagykárolyban végezte. 1787-ben Nagyváradon a bölcsészkar, a következő évben Lembergben (ma: Lviv) az egyetem hittudományi karának, utána rövid ideig az egri teológiai főiskola hallgatója volt. Az 1789/90-es tanévben Nagykárolyban gimnáziumi tanári állást kapott, de a pesti egyetem tanári állására benyújtott pályázata nem járt sikerrel.

1791 tavaszán Szentpétervárra utazott és beiratkozott az Orvosi és Sebészeti Tanintézetbe. Két évvel később letette az orvosi vizsgát, de közben is már dolgozott. 1794-1797 között Bécsben képezhette tovább magát. Miután visszatért Pétervárra, orvosi pályája egyre magasabbra ívelt: előbb udvari sebész, majd 1805-ben I. Sándor cár háziorvosának első helyettese lett. Az Orvosi és Sebészi Akadémia titkáraként jelentős tudományszervezői tevékenységet folytatott. 

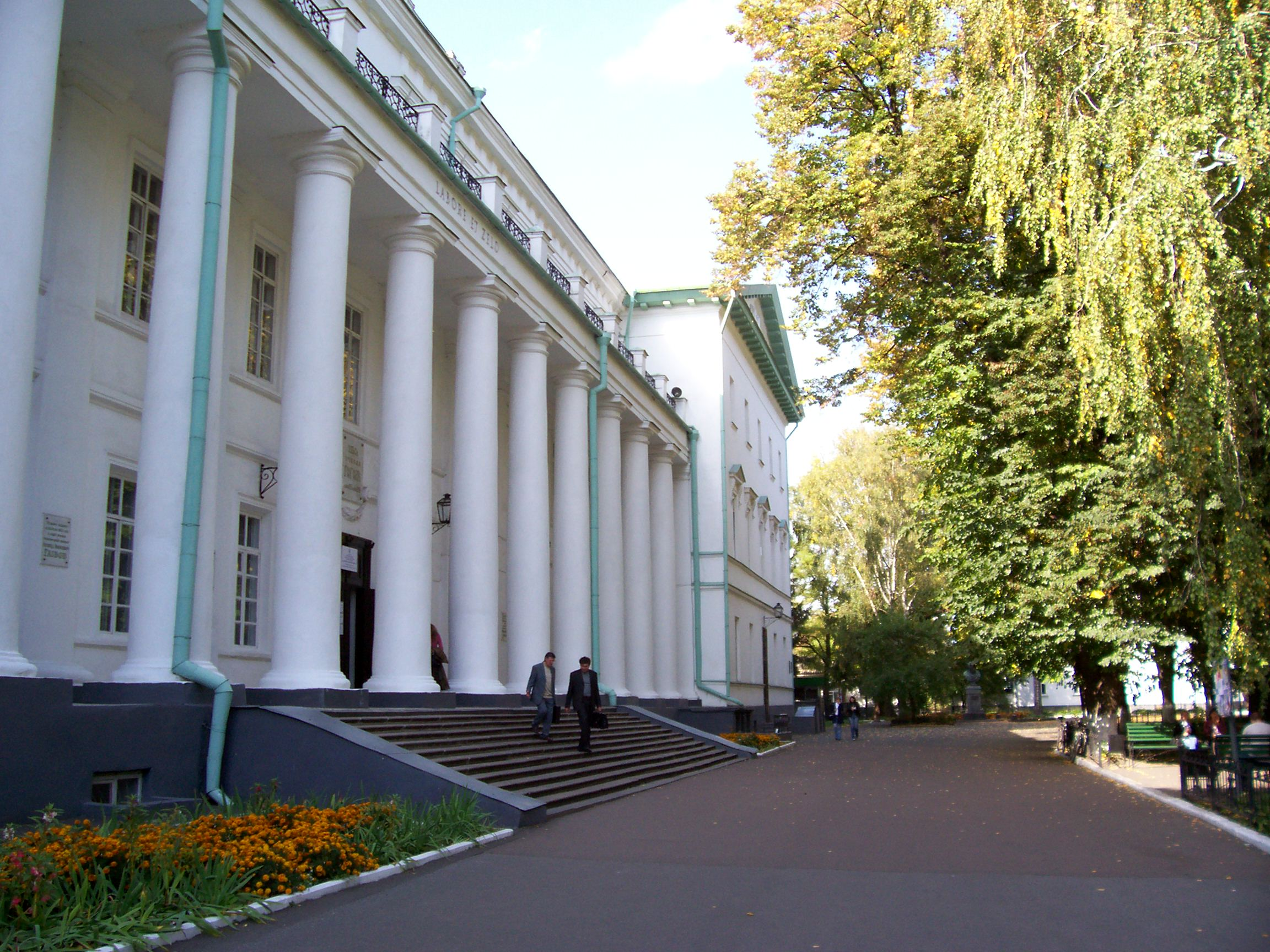
Az egykori gimnázium, ma az egyetem régi épülete Nyizsinben (2007)

A napóleoni háború idején, 1812-ben katonai kórházban teljesített szolgálatot. 1816-ban államtanácsosi rangra emelték, nem sokkal később azonban egészségi okok miatt lemondott titkári megbízatásáról.
Orlay érdeklődése a tudományok széles körére kiterjedt, publikációi jelentek meg, több orosz és nyugat-európai tudományos társaság választotta tagjai sorába, a königsbergi egyetem bölcsészdoktorrá, a dorpati egyetem orvos-doktorrá fogadta. 1806. évi nyugati utazása során kötött ismeretséget J. W. Goethe-vel.
1819-ben a magyarok őshazáját keresve beutazta a Kaukázus környékét. 1821-ben az ukrajnai Nyezsinbe, az ottani felsőfokú gimnázium igazgatójának nevezték ki, melynek ugyanettől az évtől a fiatal Gogol is tanulója volt. Kora nevelői közül Orlay viszonylag liberális pedagógiai nézeteivel és sokoldalú ismeretanyagával tűnt ki. Többször találkozott Gogol szüleivel; fiuk néprajzi és természettudományos érdeklődésére is befolyása lehetett. 1826-ban Orlay valóságos államtanácsosi címet és kisebb birtokot kapott; ugyanebben az évben Odessza híres Richelieu-líceumának igazgatójává nevezték ki. A városban halt meg 1829. február 27-én.